# Storia di Vanuatu
La storia di Vanuatu ha un inizio incerto. Le teorie più comuni basate sulle testimonianze archeologiche indicano che popolazioni di lingua austronesiana arrivarono su queste isole tra i 4000 e i 6000 anni fa. Frammenti di ceramica rinvenuti sono stati datati intorno al 1300 a.C. Poco si sa del periodo storico antecedente al primo contatto europeo, in gran parte ricostruito da storie e leggende tramandate oralmente. Roy Mata fu uno dei primi re importanti, a cui si riconosce l'aver riunito diverse tribù isolane.

## Contatto europeo
La prima isola scoperta del gruppo delle Vanuatu fu Espiritu Santo ad opera dell'esploratore portoghese Pedro Fernández de Quirós nel 1606. Egli credeva di aver individuato le coste di un continente. Gli europei non ritornarono fino al 1768, quando Louis Antoine de Bougainville le riscoprì. Nel 1774 il capitano James Cook le ribattezzò Nuove Ebridi, nome che rimase fino alla loro indipendenza. Nel corso degli anni '60 del 1800 il richiamo di lavoratori da parte di Australia, Figi, Nuova Caledonia e Isole Samoa incoraggia l'emigrazione dalle Nuove Ebridi, tanto che al culmine di questo periodo oltre la metà della popolazione maschile adulta lavora all'estero. Fu in questo periodo che i missionari, sia cattolici romani che protestanti, arrivarono sulle isole. Arrivarono anche coloni in cerca di terreno sul quale stabilire piantagioni di cotone. Quando i prezzi internazionali del cotone crollarono, si passò ad altre coltivazioni, quali caffè, cacao, banane e, con successo, le noci di cocco. Inizialmente gli investimenti erano di origine australiana o comunque britannica, ma con l'istituzione della Compagnia della Caledonia e delle Nuove Ebridi nel 1882 ben presto la bilancia iniziò a pendere in favore di soggetti francesi. Entro la fine del secolo il rapporto tra francesi e britannici fu di due a uno.

## Franceville
La municipalità di Franceville (oggi Port Vila) sull'isola di Éfaté venne fondata durante questo periodo. Nel 1878 la Gran Bretagna e la Francia dichiararono tutte le Nuove Ebridi come territorio neutrale, ma la mancanza di un governo fece crescere il malcontento tra i coloni inglesi e francesi. Elemento di ulteriore contrasto era che la legge francese riconosceva i matrimoni solo quando contratti sotto un potere civile (il più vicino era in Nuova Caledonia), mentre la legge britannica riconosceva i matrimoni contratti dal clero locale. Il 9 agosto 1889 Franceville si dichiarò indipendente sotto la guida del sindaco/presidente Ferdinand Chevillard e con una propria bandiera rosso, bianco e blu con cinque stelle. Questa comunità sotto il proprio auto-governo praticarono il suffragio universale senza distinzione di sesso o razza, anche se nella popolazione del distretto, a quel tempo costituita da circa 500 abitanti, solo i 50 bianchi erano autorizzati a detenere un ufficio.

## Condominio internazionale
Il crescere degli interessi francesi e britannici sulle isole portò a indire una petizione per potere annettere il territorio ad una delle due potenze coloniali. La Convenzione del 16 ottobre 1887 stabilì solo una commissione navale comune per il solo scopo di proteggere i cittadini francesi e britannici, ma nulla fu stabilito sulla giurisdizione degli affari interni dei nativi. 

Nel 1906, tuttavia, la Francia e il Regno Unito concordarono la gestione congiunta delle isole. Il condominio internazionale franco-britannico fu una forma di governo particolare e per certi versi unica, con sistemi separati di governo riuniti in un solo tribunale comune. L'autorità del condominio fu estesa con il protocollo anglo-francese del 1914, anche se non venne formalmente ratificata fino al 1922. Ai melanesiani fu interdetta l'acquisizione della cittadinanza di una delle due potenza e furono ufficialmente dichiarati apolidi. Per viaggiare all'estero abbisognavano di un documento di identità firmato sia dai commissari inglesi che francesi
Molti chiamavano il condominio "Pandemonium" per la duplicazione delle leggi, delle forze di polizia, delle carceri, della valuta, del sistema di istruzione e della sanità.
Chi arrivava da oltremare poteva scegliere tra la legge britannica (considerata più severa, ma con carceri più umane) o per il diritto francese.

## Indipendenza
Il tentativo di cambiare questa forma di governo iniziò nei primi anni del 1940. L'arrivo degli americani contribuì ad una ricchezza relativa durante la Seconda guerra mondiale, che divenne volano per il nazionalismo delle isole.
In quegli anni si diffuse la credenza sulla figura mistica di John Frum che fu la base di un culto indigeno (un movimento che tentava di ottenere beni industriali attraverso la magia) che prometteva la liberazione della Melanesia. Oggi quella di John Frum è sia una religione che un partito politico con due membri in Parlamento.
Forse la spinta finale verso l'indipendenza politica fu operata dalle proprietà fondiarie sorte nel corso degli anni ‘60.
La Francia e la Gran Bretagna si opposero al desiderio di decolonizzare le Nuove Ebridi, temendo che il sentimento dell'indipendenza potesse contagiare anche i possedimenti coloniali ricchi di minerali quali la Nuova Caledonia francese.
Il primo partito politico nacque nei primi anni ‘70 e inizialmente fu chiamato New Hebrides National Party. Uno dei fondatori fu Walter Lini, un prete anglicano, che più tardi divenne primo ministro. Lo rinominò Vanua'aku Pati nel 1974 e spinse il partito per l'indipendenza. 

Un'Assemblea Rappresentativa fu creata nel 1975 ma venne disciolta nel 1977. 

Nel 1979 i proprietari stranieri vennero espropriati e fu stabilita una data di scadenza per la piena indipendenza.
Un paio di ribellioni significative si verificarono sull'isola di Tanna e Espiritu Santo. 
Il 31 luglio 1980 fu creata la Repubblica di Vanuatu.